# 星野源
星野源（日语：／ Hoshino Gen */?；1981年1月28日—）是日本男性創作歌手、演員及作家，埼玉縣川口市出身。經紀公司分屬於Amuse（音樂合約）、大人計畫（演員合約）。除個人的音樂事業之外，也身為器樂樂團SAKEROCK（2000年創立，2015年解散）的團長，主要負責吉他與馬林巴的演出，曾與山岸聖太、大原大次郎組成名為「山田一郎」的影像製作團體。另外也是隨筆作家及在各連載刊物擔任專欄作家，屬於多棲藝人。

## 大事記
國中起就讀體制外學校自由之森學園，中學一年級時就開始進行戲劇與音樂的創作，高三投考大阪音樂大學落榜，19歲離家自立生活，在東京一家沖繩料理店打工4年，同時參與各種劇團及獨立音樂活動。其中以2000年10月，與自由之森同學組成的獨立製作純音樂樂團「SAKEROCK」發展最為人知。2003年以開放甄選方式參與大人計畫劇團的演出，並藉此毛遂自薦加入了大人計畫經紀公司，第一齣參演的電視劇為《水男孩》（日劇版第一季，2003），但直到2011年於參與NHK晨間劇《[鬼太郎之妻]》才開始有知名度。
2010年6月23日，在樂壇前輩細野晴臣鼓勵下於所屬唱片品牌Daisy World首次以個人名義正式發表演唱專輯《笨蛋之歌》）（6月23日發行），並於7月12日進行首場正式個人演唱會，可視為歌手生涯的正式出道。
2011年，個人名義的第二張音樂專輯《EPISODE》獲得ORICON週榜（2011年10月10日）的第五名，此專輯同時也獲得了第四屆CD店大獎的準大獎。同年並進行個人巡迴演唱會、個人主演舞台劇與兩部電影的拍攝，同時還有個人雜誌專欄連載與每周一次的冠名廣播節目等工作。
2012年12月中旬，在第三張專輯製作過程中，因蛛網膜下腔出血緊急入院接受手術，在短暫休養後於2013年2月28日開始參與公開活動。
但是2013年6月底的回診發現仍有復發跡象，經過評估後決定接受更徹底的開顱手術，而再次暫停演藝活動，因此取消了同年預定的行程「星野源『moment』」，而預定在日本武道館舉辦的「星野源『STRANGER IN BUDOKAN』」則延期演出。另外星野個人冠名廣播節目則在6月28日播送完畢時宣布結束節目。
同年9月26日，發表了手術成功的出院新聞稿。
2013年所發表（2012年7月後陸續接演）主演電影、參與演出《地獄開麥拉》；另外也有為動畫電影《聖哥傳》的角色配音，以及為電影製作主題曲；全部的表現都有獲得不錯的評價，如第5屆的TAMA電影獎、第37回日本電影金像獎、每日電影獎等的男演員新人獎。
2014年2月6日，在日本武道館舉辦了回歸演唱會。

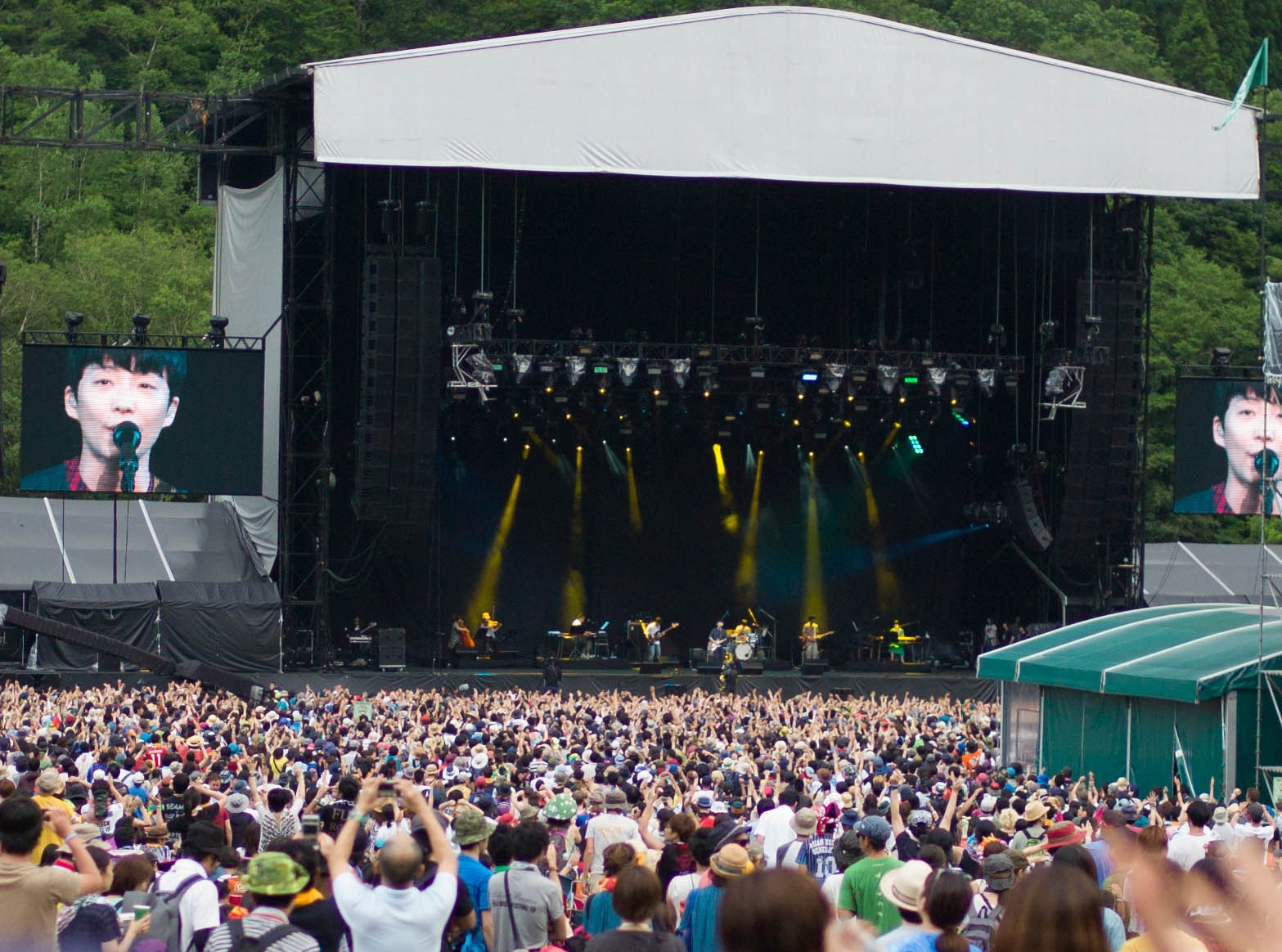
星野源在富士搖滾音樂節 (2015年)

2015年3月，在個人官方網站發表音樂合約從KAKUBARHYTHM角張節奏移籍Amuse。同年首次入選NHK紅白歌合戰。
2016年的音樂專輯《YELLOW DANCER》獲CD店大獎（於2015年12月底發行，故部分獎項列於2016年）。發表演出NHK大河劇《真田丸》，另外開始了常態播出的廣播節目《星野源的All Night Nippon》（簡稱「星野源ANN」，日本放送）。同年秋季，因與新垣結衣共演TBS電視劇《月薪嬌妻》同時在港台兩地電視台同期播出，在華語圈知名度大增，也因同劇主題曲〈恋〉的大受好評而再度入選NHK紅白歌合戰。
2017年1月，因從2015年起於《產科醫鴻鳥》、《真田丸》、《逃避雖可恥但有用》三戲的綜合表現，獲得日本電影電視製作人協會頒發Élan d'or賞新人賞。同年3月，日本伊丹十三獎評審委員會因星野源在「橫跨音樂、散文、表演各領域，以一介藝人身分，為這個帶有莫名封閉感的時代創造出驚奇不已的通風口，打造出屬於星野風的表演世界。」而獲選為第九回得獎人。
2018年10月23日，宣布於2019年2月起展開五大巨蛋巡迴，成為桑田佳祐、小田和正、福山雅治、ATSUSHI（放浪兄弟主唱）之後，史上第五位站上日本五大巨蛋的個人男歌手。
2019年8月30日，宣布所有個人發行的作品全球數位串流上架。同日宣布舉辦個人首次世界巡迴演唱會 “POP VIRUS” World Tour。
2020年6月23日，為慶祝個人出道十週年，宣布進行廣播特別節目線上直播、線上售票演唱會、發行復刻11張單曲初回限定盤的單曲盒等慶祝活動。
2021年5月19日，在社交媒體宣布跟女演員新垣結衣結婚，二人在2016年曾演出電視劇《月薪嬌妻》，因2020年10月拍攝特別篇續集後，11月起決定以結婚為前提交往。

## 衍生角色

### ニセ明(Akira Nise 偽明)

#### 官方設定
本名不詳，年齡不詳(2017年在演唱會大阪場表示已經超過六十歲了，2018年說自己72歲)，已婚(2015年有離婚危機)，退隱多年的音樂家，現在為了生活在打工，做過海邊挖貝殼與麵包工廠工作人員。是星野源的好友，在音樂創作上星野源受其影響很深。喜歡海多過山，對甲殼類過敏，個性非常傲嬌。

#### 起源與經歷[13][14]
星野源2013年第二次手術後休養時期，買了任天堂所出品的WiiU KARAOK遊戲機在家練唱，因此唱到了布施明的名曲《你比薔薇更美(君は薔薇より美しい)》。因為很想把這首歌放在安可階段來唱。所以研究了一下布施明當年演出的造型，自行採購了假髮墨鏡，設計了這個角色。
首次登場是在2014年2月6日武道館復出演唱會的第一次安可上，結果大受好評。之後的巡迴演唱會與單曲特典影片中偽明也登場。在同年12月橫濱演唱會上，偽明發出了隱退宣言。但在AMUSE發表的第一張單曲『SUN』初回限定盤中，偽明出演了「隱退後的偽明(その後のニセ明)」特別節目，也繼續出現在星野源的演唱會安可段落與初回特典影片當中。在2016年的YELLOW VOYAGE演唱會上，偽明的人形立牌大受歡迎，吸引眾多粉絲合照。
2017年5月7日，在朝日電視台的『關八完全燃秀』節目下期預告中，發表關西傑尼斯8於6月發表的新專輯『JAM』將與偽明合作發表歌曲，此次也是偽明這角色首次在地上波電視台以神秘人物的身分單獨出現。隔天關八發表了專輯歌曲提供者名單，確定將以Akira Nise 之名義為關西傑尼斯的新單曲『今』擔任詞曲創作。

### 星野源子
歌迷對於陰柔打扮星野源的泛稱。曾出現在SAKEROCK的會社員PV與演出照片、2012年舞台劇《TAXAS》亦有出現、於2014年11月及12月的仮面チャウダー演唱會活動中與Perfume共演。官方並未說明為同一角色，但2013年曾以源子名義在官方推特發言。

#### 星有香
與Perfume共演的角色於2017年9月「Perfume FES!! 2017」演唱會正名為「星有香」（ほしゆか）。

#### 源媽媽
2017年，NHK公布5月黃金周期間將與星野源合作冠名特別節目《與源媽媽同樂》，並發表新角色「源媽媽」( Ogensan；或譯為「源太太」)與小鼠。同年8月，星野源第十張單曲《family song》PV發表時，延續「與源媽媽同樂」的角色設定，由源媽媽一家人擔當演出，相關周邊與視覺設計均保留源媽媽的造型設定。
2018年12月31日，第69回NHK紅白歌合戰首次以源媽媽身分率領全家登場，並且演唱《SUN》。
2019年12月31日，第70回NHK紅白歌合戰再度以源媽媽身分率領全家登場，演唱《哆啦A夢》。

### ばかくん(BAKAKUN 笨蛋君)
2010年到2015年星野源官方推特帳戶的原創角色，源自於笨蛋之歌專輯名稱。早期以虛擬角色身分與歌迷互動，也有一些比較俏皮出格的發言與生活照(如吃到一半的食物之類的)。2012年後因為宣傳策略改變，推特發言逐漸收斂，也比較少發與作品無關的內容。2015年6月22日官方推特正式宣布笨蛋君退場，將推特改為GEN_SENDEN(星野源 宣伝部（公式）)，以官方推特方式經營，但仍保留原發言紀錄。但2016年底，因為2011年的愚人節推文「SEX NOW」被網友翻出來，故宣傳團隊決定刪除部分笨蛋君發言紀錄，避免造成誤會。
後續因笨蛋君推文仍持續被網友加上惡意詮釋，故官方在2018年6月22日(笨蛋君退場3年後)，宣布將2015年以前推文全數移至官方粉絲網站「YELLOW PASS」，星野源本人也親自寫文解釋笨蛋君的始末。

## 音樂作品
根据日本音乐著作权协会官网搜索 “权利人为‘星野源’”作品，截至2021年7月底共有251首。

自2011年起，台灣風雲唱片即為星野源音樂作品的台灣發行商，協助製作專輯台壓版本並代理單曲數位上架等事宜。但自2014年轉換音樂經紀公司之後，曾經有一段很長的空窗期，直到2017年恢復代理為止，後續數位發行也有或長或短的時間差。以下有特別標註台灣上市時間者為有明顯時間差的狀況，若無則為同日同步發行。

### 單曲作品
| No.  | 發行日期       | 作品名稱             | ORICON週榜排名 | 發行編號                                                         | 發行編號   | 收錄專輯      |  |
| No.  | 發行日期       | 作品名稱             | ORICON週榜排名 | 初回限定盤                                                       | 通常盤     | 收錄專輯      |  |
| ---- | -------------- | -------------------- | -------------- | ---------------------------------------------------------------- | ---------- | ------------- |  |
| 1st  | 2011年3月2日   | 在無趣之中           | 17位           | VIZL-409                                                         | VICL-36633 | EPISODE       |  |
| 2nd  | 2012年2月8日   | FILM                 | 4位            | VIZL-456                                                         | VICL-36683 | Stranger      |  |
| 3rd  | 2012年7月4日   | 走出夢境             | 8位            | VIZL-476                                                         | VICL-36709 | Stranger      |  |
| 4th  | 2012年11月28日 | 不知道               | 5位            | VIZL-510                                                         | VICL-36744 | Stranger      |  |
| 5th  | 2013年5月8日   | 搞笑                 | 4位            | －                                                               | VICL-36780 | －            |  |
| 6th  | 2013年10月2日  | 地獄有啥不好         | 5位            | VIZL-590                                                         | VICL-36835 | YELLOW DANCER |  |
| 7th  | 2014年6月11日  | Crazy Crazy/櫻花森林 | 4位            | VIZL-678                                                         | VICL-36914 | YELLOW DANCER |  |
| 8th  | 2015年5月27日  | SUN                  | 2位            | VIZL-835                                                         | VICL-37059 | YELLOW DANCER |  |
| 9th  | 2016年10月5日  | 恋                   | 2位            | VIZL-1006                                                        | VICL-37189 | POP VIRUS     |  |
| 10th | 2017年8月16日  | Family Song          | 1位            | VIZL-1214                                                        | VICL-37307 | POP VIRUS     |  |
| 11th | 2018年2月28日  | 哆啦A梦              | 1位            | VIZL-1346                                                        | VICL-37373 | －            |  |
| 12th | 2021年6月23日  | 不思議／創造         | 2位            | VIZL-1915 CD+BD & VIZL-1917 CD+BD                                | VICL-37610 |               |  |
| 13th | 2023年12月27日 | 光的足跡／生命體     | 2位            | VIZL-2282（初回限定盤A・CD+BD） VIZL-2283（初回限定盤B・CD+DVD） | VICL-37610 | --            |  |

### 數位發行
| 編號 | 發行日期                     | 作品名稱                                  | ORICON首週週榜排名 | 告示牌首週週榜排名 | 收錄專輯                            |
| ---- | ---------------------------- | ----------------------------------------- | ------------------ | ------------------ | ----------------------------------- |
| 1st  | 2018年8月20日                | IDEA                                      | 1位                | 1位                | POP VIRUS                           |
| 2nd  | 2019年10月14日               | SAME THING (星野源单曲)                   | 1位                | 1位                |                                     |
| -    | 2020年4月15日                | 在我的世界裏跳舞                          | 1位                | --位               |                                     |
| -    | 2020年6月12日                | 在我的世界裏跳舞 (Potluck Mix)            | 5位                | --位               | Gen Hoshino Singles Box "GRATITUDE" |
| 3rd  | 2020年6月19日 (台灣 6月24日) | 折衷關係(Halfway)                         | 1位                | 6位                | Gen Hoshino Singles Box "GRATITUDE" |
| 4th  | 2021年2月17日 (台灣 2月19日) | 創造                                      | 1位                | 7位                |                                     |
| 5th  | 2021年4月27日                | 不思議                                    | 1位                | 1位                |                                     |
| 6th  | 2021年10月18日               | Cube                                      | 2位                | 2位                |                                     |
| --   | 2022年4月8日                 | 喜劇                                      | 1位                | 1位                |                                     |
| --   | 2022年6月27日                | 喜劇 (feat. DJ Jazzy Jeff & Kaidi Tatham) |                    | --                 |                                     |
| 7th  | 2022年7月18日                | 異世界混合盛大舞會 (feat.妖怪)            | 1位                | 1位                |                                     |
| 8th  | 2023年8月14日                | 生命體                                    | 1位                | 1位                |                                     |

### 音樂專輯
| No. | 發行日期                               | 作品名稱         | ORICON週榜排名 | 發行編號                                                                                                | 封面設計   |
| --- | -------------------------------------- | ---------------- | -------------- | --- | ---------- |
| 1st | 2010年6月23日 （台壓版2011年6月3日）   | 笨蛋之歌         | 36位           | VICL-63626                                                                                              |            |
| 2nd | 2011年9月28日 （台壓版2011年11月8日）  | EPISODE          | 5位            | VICL-63781                                                                                              | 大原大次郎 |
| 3rd | 2013年5月1日 （台壓版2013年5月31日）   | Stranger         | 2位            | VICL-63996                                                                                              |            |
| 4th | 2015年12月2日 （台壓版2017年1月23日）  | YELLOW DANCER    | 1位            | VIZL-897（初回限定盤A） VIZL-898（初回限定盤B） VIZL-899（通常盤 初回限定仕様） VICL-64439（通常盤）    | 吉田ユニ   |
| 5th | 2018年12月19日 （台壓版2019年9月20日） | POP VIRUS        | 1位            | VIZL-1490（初回限定盤A） VIZL-1491（初回限定盤B） VIZL-1492（通常盤 初回限定仕様） VICL-65086（通常盤） | 吉田ユニ   |
| 6th | 2025年5月14日 （台壓版2025年6月6日）   | Gen (星野源專輯) |                | |            |

### 黑膠唱片
| 發行日期       | 作品名稱                              | 發行編號           |
| -------------- | ------------------------------------- | ------------------ |
| 2014年2月5日   | ばかのうた（完全限定生産盤）          | VIJL-60130         |
| 2014年2月5日   | エピソード（完全限定生産盤）          | VIJL-60131         |
| 2014年2月5日   | Stranger（完全限定生産盤）            | VIJL-60132         |
| 2014年12月17日 | 桜の森（12inch Analog）               | VIJL-60140         |
| 2015年5月27日  | SUN                                   | VIKL-30070         |
| 2016年1月20日  | YELLOW DANCER                         | VIJL-60160         |
| 2019年3月27日  | YELLOW DANCER(重量盤2枚組\限定生産盤) | VIJL-60198～9(2LP) |
| 2019年3月27日  | POP VIRUS(重量盤2枚組\限定生産盤)     | VIJL-60194～5(2LP) |

### 影像作品
| No. | 發行日        | 作品名                              | 規格 | 排行榜 | 產品編號                                        |
| --- | ------------- | ----------------------------------- | ---- | ------ | ----------------------------------------------- |
| 1st | 2014年8月20日 | STRANGER IN BUDOKAN                 | BD   | 5位    | VIZL-707（初回生産限定盤） VIXL-132/3（通常盤） |
| 1st | 2014年8月20日 | STRANGER IN BUDOKAN                 | DVD  | 3位    | VIZL-708（初回生産限定盤） VIBL-715/6（通常盤） |
| 2nd | 2015年3月25日 | ツービート in 横浜アリーナ          | BD   | 13位   | VIZL-826（初回生産限定盤） VIXL-148/9（通常盤） |
| 2nd | 2015年3月25日 | ツービート in 横浜アリーナ          | DVD  | 12位   | VIZL-827（初回生産限定盤） VIBL-767/8（通常盤） |
| 3rd | 2016年6月22日 | Live Tour “YELLOW VOYAGE”           | BD   | 1位    | VIZL-984（初回限定盤） VIXL-170/1（通常盤）     |
| 3rd | 2016年6月22日 | Live Tour “YELLOW VOYAGE”           | DVD  | 1位    | VIZL-985（初回限定盤） VIBL-813/4（通常盤）     |
| 4th | 2017年5月17日 | Music Video Tour 2010-2017          | BD   | 1位    | VIXL-192                                        |
| 4th | 2017年5月17日 | Music Video Tour 2010-2017          | DVD  | 1位    | VIBL-847〜848(2枚組)                            |
| 5th | 2018年1月10日 | Live Tour “Continues”               | BD   | 1位    | VIZL-1293（初回限定盤） VIXL-206/207（通常盤）  |
| 5th | 2018年1月10日 | Live Tour “Continues”               | DVD  | 1位    | VIZL-1294（初回限定盤） VIBL-873/874（通常盤）  |
| 6th | 2019年8月7日  | DOME TOUR “POP VIRUS” at TOKYO DOME | BD   | 1位    | VIZL-1597（初回限定盤） VIXL-267/8（通常盤）    |
| 6th | 2019年8月7日  | DOME TOUR “POP VIRUS” at TOKYO DOME | DVD  | 1位    | VIZL-1598（初回限定盤） VIBL-944/5（通常盤）    |

### 音樂寫真集
- 2007年4月27日 《ばらばら(Barabara)》 文字創作與音樂詞曲演唱：星野源 攝影：平野太呂（2007年4月27日出版、日本little more出版社）為兩人聯名合作圖文書
- 2017年1月 《yellow magazine 2016-2017》 經紀公司AMUSE發行的年刊，記錄前一年的音樂活動，並附特別版CD。卷首攝影師為奧山由之，整體設計則由設計師吉田ユニ負責。附錄收錄2016年7月於個人廣播節目中舉行的現場LIVE實況，命名為<YELLOW DISC>。
- 2018年3月 《yellow magazine 2017-2018》 經紀公司AMUSE發行的年刊，卷首為奧山由之攝影作品，攝影地點為荒川修作作品養老天命反轉地。YELLOW DISC同為2017年暑假廣播現場LIVE實況。
- 2019年3月 《yellow magazine 2018-2019》 經紀公司AMUSE發行的年刊，卷首為小浪次郎攝影作品，攝影地點在東京都內。YELLOW DISC同為2018年廣播現場LIVE實況。
- 2020年3月 《yellow magazine 2019-2020》 經紀公司AMUSE發行的年刊，卷首為小浪次郎攝影作品，攝影地點在紐約。YELLOW DISC則收錄星野源從2010年至2019年幫好友日村勇紀編寫的生日歌曲。
- 2021年4月 《yellow magazine 2020-2021》 經紀公司AMUSE發行的年刊，卷首為平野太呂攝影作品，攝影地點在長野縣八ヶ岳。YELLOW DISC則收錄2020年12月15日廣播現場LIVE實況。

### 他人專輯樂曲提供與演唱
- 2004 宮崎吐夢 / 「宮崎吐夢記念館」
「チン斬り寺」作曲與吉他演奏
- 2006 宮崎吐夢 / 「今度も店じまい 今夜で店じまい 2nd SEASON」
「TINGUE BOSSA BOSA BOSSA NOVA」作曲
- 2006 高田漣 / 「12 Notes」
「薔薇と野獣」演唱
- 2007 寺尾紗穂 / 「御身」
「かくれてないで」合音與吉他演奏
- 2008 電影少年手指虎原聲帶
「あいまい模様-GOA （页面存档备份，存于）」演唱(作詞:宮藤官九郎(グループ魂)／作曲:向井秀徳(ZAZEN BOYS)Gt&key:向井秀徳／Ba:吉田一郎／Dr:オカモト)
- 2008 細野晴臣 / Daisy Holiday（デイジー・ホリデー） / V.A. Presented by 細野晴臣 
22.デイジーお味噌汁(DAISY MISO SOUP) 演唱
- 2008 APPLE OF OUR EYE(白蘋果) / V.A. Presented by 鈴木一朗 
09.	中納良惠 & 星野源 - All Things Must Pass 演唱
13.	Happy Xmas ( War Is Over ) 演唱
- 2009 ASA-CHANG&巡礼 / 影の無いヒト
「ウーハンの女 （页面存档备份，存于）」作詞
- 2010 [香蕉人_(搞笑組合)|香蕉人]/バナナでチョップすると大変
- 2011 細野晴臣 / HoSoNoVa
「バナナ追分」與細野晴臣共同作詞
- 2011 宮內優里 / Working Holiday(ワーキングホリデー)  
09. 讀書 （页面存档备份，存于）(feat.星野源)作詞、演唱
- 2013 Raymond Scott Songbook(レイモンド・スコット・ソングブック) / Presented by 細野晴臣 
07. Lucky Strike 致敬演奏
- 2017 關西傑尼斯8 / JAM
01.「今」以Akira Nise之名義作詞作曲，編曲由知名動漫音樂家菅野洋子負責。
- 2020 Dua Lipa / Club Future Nostalgia(Unmixed Version)
「Good In Bed(Gen Hoshino Remix)」(另有DJ Mix版本)
- 2021 88rising / 尚氣與十環傳奇原聲歌曲
05. Nomad  / Zion.T, Gen Hoshino2021
- 2022 Superorganism（英语：Superorganism_(band)） / World Wide Pop
「Into The Sun (feat. Gen Hoshino, Stephen Malkmus, Pi Ja Ma & Axel Concato)」

### 影視配樂提供 (含SAKEROCK名義作品)
- 2003		電視劇《水男孩》 劇中插曲「夏を休んでる場合じゃねぇ」「記号の世界」「モテたくてシンクロナイズド」（作詞・作曲）
- 2006		電視劇《秋葉原@DEEP》片尾曲「YAWARAKA-REGENT」(作曲)（編曲・演奏：SAKEROCK與TUCKER）
- 2006.04	電影《キャッチボール屋（日语：キャッチボール屋）》 全片配樂由SAKEROCK製作
- 2007		電視劇《青春使節JJJ（日语：青春ミッションJ×3）》(NHK) 全片配樂由SAKEROCK製作
- 2007		電視劇《爺爺老師（日语：おじいさん先生）》(NTN) 主題曲「おじいさん先生」由SAKEROCK製作
- 2007.04	電影《黃色眼淚（日语：黄色い涙#映画）》 全片配樂由SAKEROCK製作
- 2008		電視劇《未來講師》 劇中插曲「ぉ前達ァヵデミナール」（作曲）
- 2010         NHK電視國小教育節目《ひょうたんからコトバ（日语：ひょうたんからコトバ）》節目配樂-日本史
- 2010         NHK電視幼教節目《ニャンちゅうワールド放送局（日语：ニャンちゅうワールド放送局）》  插曲：「めがねのうた」、「せつないのうた」作曲(由ふじきみつ彦填詞，SAKEROCK編曲)
- 2011		電視劇SP《生むと生まれるそれからのこと（日语：生むと生まれるそれからのこと）》(NHK) 全片配樂由SAKEROCK製作
- 2011		電視劇《還有11人》 劇中插曲「家族なんです」（作曲・演唱）(由宮藤官九郎填詞)
- 2012.02	電影《啄木鳥與雨》／角川	主題曲：Film
- 2012.07	電影《ぱいかじ南海作戦（日语：ぱいかじ南海作戦）》	主題曲：Parody
- 2013.04	電視SP《秋與冬的Tamako》(秋と冬のタマ子，青春半生不熟的前導片)／MUSIC ON! TV	 	主題曲：季節
- 2013.09.	電影《地獄開麥拉》（地獄でなぜ悪い） 	主題曲：地獄沒甚麼不好
- 2013.11	電影《青春，半生不熟》(もらとりあむタマ子) 	主題曲：季節
- 2015.04	電視劇《心碎四角關係》／電視劇 主題曲：SUN
- 2016.05       NHK電視幼教節目《みいつけた!（日语：みいつけた!）》  主題曲：體操「すわるぞう」「おっす！イスのおうえんだん」「グローイングアップ」作曲(由宮藤官九郎填詞，益田 トッシュ編曲)
- 2016.07       電影《森山中教習所》	 	主題曲：Friend Ship
- 2016.10       電視劇《逃避雖可恥但有用》／TBS	火22	主題曲：恋
- 2017.01       日本廣播ALL NIGHT NIPPON 全系列台呼共13首
- 2017.07       電視劇《過度保護的加穗子》日本電視台	主題曲：Family Song
- 2018.03	電影《大雄的金銀島》 主題曲：《哆啦A夢》插曲：《致不在這裡的您》
- 2018.04       NHK晨間劇《一半，藍色。》NHK電視台	主題曲：IDEA
- 2019.10       電影《108～海馬五郎的復仇與冒險～（日语：108～海馬五郎の復讐と冒険～）》Phantom Film發行 主題曲：夜船(夜のボート)
- 2021.04       電視劇《打扮的戀愛是有理由的》／TBS	火22	主題曲：不思議
- 2021.10       電影《CUBE 一度入ったら、最後（日语：CUBE 一度入ったら、最後）》松竹發行 主題曲：CUBE
- 2021.10       廣告UCC CREATION 主題曲：Beyond the Sequence
- 2022.04       電視動畫《間諜家家酒》 主題曲：喜劇
- 2022.07       電影《GHOSTBOOK（日语：おばけずかん#実写映画）》 主題曲：異世界混和大舞會(feat.妖怪)（日语：異世界混合大舞踏会（feat.おばけ））
- 2023.12       電影《劇場版 SPY×FAMILY CODE: White》 片尾曲：光の跡
- 2025.01       電視劇《小圓今年26歲，是一名實習醫生！》／TBS	火22	主題曲：Eureka

## 影視作品

### 音樂錄影帶導演作品
山田一郎 （页面存档备份，存于）名義作品
山田一郎為星野源與山岸聖太、大原大次郎 （页面存档备份，存于）組成的創作團體。
- 2008 SAKEROCK / 会社員と今の私 (企劃製作、劇本、導演-星野源；導演、剪輯-山岸聖太；標誌設計-大原大次郎)
- 2008 SAKEROCK / ホニャララ(企劃製作、導演：星野源；編劇·導演、剪輯-山岸聖太；標題設計-大原大次郎)
- 2010 星野 源 / くせのうた
- 2011 星野 源 / 日常

個人或聯名擔任導演作品
- 2013 星野 源 / 化物 （页面存档备份，存于） (監督：春山 DAVID 祥一 ＆ 星野 源)
- 2014 星野 源 / Crazy Crazy （页面存档备份，存于） (監督：星野 源 ＆ 春山 DAVID 祥一)
- 2019 星野 源 / Same Thing （页面存档备份，存于） (feat. Superorganism) (監督：山田 智和 ＆ 星野 源)
- 2021 Zion.T & 星野 源 / Nomad （页面存档备份，存于） (監督：星野 源)

### 電影
粗體字為主演
- 《69 sixty nine》（2004年7月10日、東映） -導演：李相日 飾演:  中村譲
- 《信子36歳（日语：ノン子36歳（家事手伝い））》（2008年12月20日、ゼアリズエンタープライズ） - 導演:熊切和嘉 飾演:  藤卷
- 《少年手指虎》（2009年2月14日、東映） -導演:宮藤官九郎 飾演：GOA[23]樂團成員
- 《宅男之戀（日语：箱入り息子の恋）》（2013年6月8日、キノフィルムズ） -導演:市井昌秀 主演： 天雫健太郎[24]
- 《地獄開麥拉》（2013年9月28日、國王唱片） -導演:園子溫 飾演: 橋本公次 (同時編寫電影主題曲)[25]
- 《武士搬家好吃驚》（2019年8月30日、松竹） - 導演：犬童一心  主演：片桐春之介 [26]
- 《罪之聲（日语：罪の声）》（2020年10月30日、東寶） - 導演：土井裕泰 編劇：野木亞紀子  飾演:曽根俊也 [27]

### 電視劇
粗體字為主演
- 《WATER BOYS電視版第一季》 （2003年7月1日 - 9月9日、富士電視台） -飾演: 星山
- 《 溫柔時光》 （2005年1月13日、富士電視台） - 飾演：天野洋一(客串 僅第三集出現)
- 《虎與龍_(電視劇)》 （2005年1月9日、TBS電視台） -飾演：林屋亭屯鈍
- 《劇團演技者：沉睡森林的屍體（日语：劇団演技者。#第8回公演作：眠れる森の死体）》（2005年2月16日 - 3月9日、富士電視台） -飾演：ヒロミ
- 《秋葉原@DEEP》 （2006年6月、TBS電視台） -飾演：太鼓
- 《偵探學園Q》 （2007年7月3日、日本電視台） -飾演：貓田刑事
- 《去年在雷諾瓦（日语：去年ルノアールで）》 （2007年7月15日 - 9月30日、東京電視台） - 首次主演、飾演："我"(在咖啡店寫作的作家)
- 《未來講師》 （2008年1月 朝日電視台） -飾演：江口秀夫
- 《週刊真木陽子》(單元劇)「第9集-蝴蝶遺跡」（2008年5月28日、東京電視台） - 飾演：井上ヒロシ
- 《Ghost_Friends》(單元劇)「第5集-必勝!愛的素描補習班」（2009年4月30日、NHK） - 飾演：信二
- 《鬼太郎之妻》 （2010年3月 NHK） -飾演：飯田（及川）貴司
- 《私が初めて創ったドラマ -怪獣を呼ぶ男-》 （2010年12月、NHK佐賀放送局） -領銜主演 飾演：副島廣太
- 《還有第11人！》 （2011年10月、朝日電視台） -飾演:真田 ヒロユキ
- 《昨夜的咖喱_明日的麵包》 （2014年10月5日 - 11月16日、NHK BSプレミアム） -飾演：寺山一樹 / 路邊擺攤的書法家
- 《紅白誕生之日》 （2015年3月21日、NHK） -飾演：喬治馬淵
- 《產科醫鴻鳥》 （2015年10月 TBS電視台） -飾演：四宮春樹
- 《真田丸》 （2016年、NHK）-飾演：德川秀忠
- 《逃避雖可恥但有用》 （2016年10月11日-12月、TBS電視台）-飾演：津崎平匡
- 《Plage～有隱情的人齊聚的合租屋～》 （2017年8月12日-9月、WOWOW）-主演：吉村貴生
- 《產科醫鴻鳥第二季》 （2017年10月、TBS電視台） -飾演：四宮春樹
- 《韋駄天～東京奧運故事～》 （2019年、NHK大河劇） -飾演：外交官、NHK評論家平澤和重（日语：平沢和重）
- 《MIU404》 （2020年春季日劇、TBS電視台） -雙主演：志摩一未
- 《逃避雖可恥但有用新春SP》 （2021年1月、TBS電視台）-飾演：津崎平匡
- 《17歲的帝國（日语：17才の帝国）》 （2022年、NHK）-飾演：平清志
- 《慢行列車（日语：スロウトレイン）》（2025年、TBS電視台）-飾演：百目鬼見

### 旁白解說
- 「+COLOR」（富士電視台）
- 「我的十個規則(私の10のルール)」（TBS）
- 「夏休み･お金をテツガクしてみよう」（NHK綜合台）
- ハイビジョン特集「矢沢永吉＆糸井重里"お金と人生"を語る」（NHK BS）
- 『アジアエキゾ音楽紀行･インド編-アジアクロスロード』（NHK BS）
- 課外授業ようこそ先輩「トークで心をつなごう ～黒柳徹子～」（NHK総合）
- 「旅のチカラ」（NHK BSプレミアム）
- 「まちのたね」（BSフジ）
- 「TV Bros.TV ～異色テレビ誌･テレビブロスがテレビになったよ.～」(WOWOWプライム)
- 『NO SMOKING』-細野晴臣出道50週年紀錄片NO SMOKING （朝日新聞製作統籌，NHK製作，日活發行，2019年11月上映；台灣2020年3月上映。）

### 配音
- 《ふぞろいの小道具たちⅡ-TV Bros.TV WEB版》(WOWOW台)
- 高雄統子作品，動畫《聖哥傳》（2012年・2013年、OVA版） - 與森山未來雙主演・飾演 佛陀
- 高雄統子作品，動畫電影《聖哥傳》（2013年5月10日、劇場版東宝映像事業部） - 與森山未來雙主演・飾演 佛陀
- 園子溫作品，電影《愛與和平(ラブ＆ピース)》（2013年6月27日、Asmik Ace, Inc.） -飾演玩具機器人PC‐300
- 中村誠作品，偶電影《智繪里的奇妙旅程(ちえりとチェリー)》（2016年3月、cinema-tohoku，2018 台灣國際兒童影展參展片）與高森奈津美雙主演・飾演 兔子玩偶小櫻
- 湯淺政明作品，動畫電影《春宵苦短，少女前進吧！》（2017年4月7日、劇場版東宝映像事業部） - 個人主演・飾演 ， 學長(我)
- 細田守作品，動畫電影《未來的未來》（2018年7月20日、劇場版東宝映像事業部） - 飾演太田訓與太田未來的父親，與上白石萌歌、黑木華、麻生久美子、役所廣司、福山雅治合作
- 畠山守作品，動畫《女校之星》（2022年12月8日、OVA版） - 個人主演・飾演 星老師[28]

### 綜藝短劇
《LIFE！~奉獻人生的搞笑短劇~(人生爆笑)》(括弧內譯名為NHK世界台在台灣播出時譯名)
- series-0 2012年9月1日・2012年12月22日、NHKBSプレミアム、NHK 世界台
- series-1 2013年6月 - 2014年3月、NHK総合、NHK 世界台
- series-2 2014年4月 - 2014年9月、NHK総合、NHK 世界台

常態角色: 香取美海人(宇宙人總理系列環境大臣)、生徒会長役・遊びボーイ役(體育番長系列)
- series-3 2015年4月 - 2015年9月、NHK総合、NHK 世界台

常態角色：鉄仮面テツオ(2015年7月~2016年8月)、グズ山、あうんの呼吸
- series-4 2016年4月 - 2017年3月、NHK総合、NHK 世界台

常態角色：沉重A夢(Omoemon)(2016年5月~)、說謊太郎(うそ太郎)(2016年6月起~)、梅雨入り坊や梅雨夫(2016年5月~)

### 舞台劇
- Penguin Pull Pale Piles vol.2「work in time machine」（2001年）倉持裕導演作品
- bunkamura2003「ニンゲン御破産」（2003年）松尾スズキ導演作品 飾演 官軍
- Penguin Pull Pale Piles vol.8「246番地の雰囲気」（2004年）※以SAKEROCK名義參與演出並提供音樂 倉持裕導演作品
- 大人計画 ウーマンリブ vol.8「轟天VS港カヲル〜ドラゴンロック!女たちよ、俺を愛してきれいになあれ〜」（2004年） 宮藤官九郎導演作品 飾演 のぼる　天才少年
- M&O plays森崎事務所プロデュース「冰淇淋人(アイスクリームマン)」（2005年）岩松了導演作品 飾演 花輪 ※與荒川良々、小島聖、高橋一生共演
- 大人計画 ウーマンリブ Vol.9「七人の恋人」（2005年）宮藤官九郎導演作品
- 大人計画 ウーマンリブ vol.10「ウーマンリブ先生」（2006年）宮藤官九郎導演作品
- 大人計画フェスティバル（2006年）※以SAKEROCK名義參與演出
- PARCO製作 音樂劇「Cabaret」（2007年）松尾スズキ導演作品
- PARCO製作「LOVE LETTERS 2008 SPRING SPECIAL」讀劇（2008年） 僅1場 ※聯名共演:本谷有希子 (原著為 美國劇作家 Albert Ramsdell Gurney 的《LOVE LETTERS》，台版名為「收信快樂」)
- bunkamura「女教師（じょきょうし）は二度抱かれた」（2008年）松尾スズキ導演作品 ※共演：市川染五郎、大竹忍、阿部貞夫、市川實和子
- 大人計画 ウーマンリブ vol.11「七人は僕の恋人」（2008年）宮藤官九郎導演作品
- 大人計画 「サッちゃんの明日」（2009年）松尾スズキ導演作品
- PARCO製作「テキサス -TEXAS-」（2012年）河原雅彦導演作品   領銜主演 遠藤マサル  ※共演：木南晴夏、野波麻帆
- SIS company「朗讀《宮沢賢治が伝えること》」（2012年）讀劇 ※共演：木村佳乃、段田安則、小泉今日子、風間杜夫
- 大人計画 「生きちゃってどうすんだ」(声の出演)（2012年）松尾スズキ自導自演獨角戲作品
- 大人の新感線「ラストフラワーズ」(LAST FLOWERS)（2014年）※共演：古田新太、阿部貞夫、小池榮子

### 個人特輯
《佐野元春的THE SONG WRITERS》
NHK所製作的純音樂談話性節目，邀請詞曲作者到立教大學進行特別講座，並拍攝節目。2012年11月02、09日、NHK総合
《情熱大陸》
TBS所拍攝的紀錄片節目。2014年2月23日播出 
《SONGS》
NHK所製作的純音樂談話性節目。2015年11月23日、NHK総合 
《SmaSTATION!!》
朝日電視台所拍攝的直播型綜藝節目，由香取慎吾主持。2017年4月8日播出
《徹子的房間》
朝日電視台所拍攝的訪談節目。2017年4月10日播出 
《星野源SPECIAL 〜POP VIRUS LIVE & INTERVIEW〜》
NHK專訪完成5大巨蛋巡演後的星野源，並播放2/27、28日東京巨蛋公演「Pop Virus」「IDEA」「恋」的片段影片。2019年3月25日於綜合台及世界台同步播出。
《星野源SPECIAL 世界巡迴演唱會＆採訪》
NHK摘要介紹全球四個城市的世界巡迴演唱會的歷程，並在獨家採訪中紀錄星野先生挑戰的軌跡。於2020年2月15日於綜合台播出。
《星野源演唱會紐約場》
NHK一同出機至紐約，以8K超高畫質錄影和22.2多聲道聲音紀錄，連同訪談於2020年2月29日及3月8日於bs8k播出。

### 電視直播節目
冠名直播音樂特別節目《與源太太一起(與阿源同樂)》(括弧內譯名為NHK世界台台灣版譯名)
- 第1集

 : 2017年5月4日現場直播，5月5日於NHK世界台重播
 : 日本觀眾可透過官方TWITTER帳號即時留言給主持人進行互動
 : : 共演者(依發布序)-媽媽星野源、小鼠宮野真守、爸爸高畑充希、長女藤井隆、長男細野晴臣
 : : 合作樂手-(GT)長岡亮介(浮雲)、(BS)ハマ・オカモト、(DR)林立夫、(KEY)櫻田泰啓&石橋英子
 : :企劃(放送作家)-寺坂直毅(與星野源合作廣播節目「星野源的All Night Nippon」的放送作家)
- 第1.5集

 : 2017年9月28日22:25-23：25預先收錄
 : NHK『SONGS SPECIAL 星野源』特別節目，介紹9月10日剛結束的『Continues』巡迴演唱會。只有源太太擔任引言人。
- 第2集

:2018年8月20日 22:00-23:10 現場直播
 : : 共演者-媽媽星野源、小鼠/澡堂店員宮野真守、爸爸高畑充希、長女藤井隆、次子三浦大知、吉他手長岡亮介(浮雲)
 : : 合作樂手-(GT)長岡亮介(浮雲)、(BS)ハマ・オカモト、(DR)林立夫、(KEY)石橋英子、
- 第69回紅白歌合戰特別節目

:2018年12月31日 現場直播
 : : 共演者-媽媽星野源、小鼠宮野真守、爸爸高畑充希、長女藤井隆、次子三浦大知
- 第3集

:2019年10月14日 22:00-23:30 現場直播
 : : 共演者-媽媽星野源、小鼠/澡堂店員宮野真守、爸爸高畑充希、長女藤井隆、吉他手長岡亮介(浮雲) guest 渡邊直美、松重豐、PUNPEE(饒舌歌手）
 : : 合作樂手-(GT)長岡亮介(浮雲)、(BS)ハマ・オカモト、(DR)林立夫、(KEY)石橋英子
- 第70回紅白歌合戰特別節目

2019年12月31日 現場直播
- 番外

2020年5月25日 配合新冠肺炎防疫措施採預錄並由共演者遠端幫手偶配音，故事內容也設定為全家人以遠端視訊方式聊天。
- 第4集

:2020年11月3日 現場直播
 : : 共演者-媽媽星野源、小鼠宮野真守、爸爸高畑充希、長女藤井隆、次子三浦大知guest 松重豐

### 廣播節目
- 《星野源的All Night Nippon（日语：星野源のオールナイトニッポン）》（2016年3月28日 - ，日本放送） - 2016年度為星期一主持，2017年度起為星期二主持

### 網路節目
- UST平台：由 Sakanactioni魚韻主唱山口一郎及星野源合作的不定期放送線上直播UST節目。

《サケノサカナ(SAKENOSAKANA)》
2011年3月至2013年5月結束(共7回)
《夜のテレビジョン(深夜的電視)》
2014年6月7日結束(只放送過1回)
- Apple Music

廣播《PopVirusRadio》
2019年8月30日上架，Beats 1 單集節目，遠赴美國錄音。開頭與結尾本人以英文進行節目說明與自我介紹，中間則以日文說明。
廣播《Inner Visions Hour with Gen Hoshino》
2021年6月13日起陸續上架, 首部日本藝人冠名節目，共6集。
- Netflix

《星野源巡迴演唱會PopVirus》
2019年10月10日上架，以多國語言放送。
《LIGHTHOUSE》
2023年8月22日上架，與若林正恭共同主持的談話性節目。

## 廣告

### 以廣告模特兒身份演出
- 2006年 麥當勞早餐
- 2007-2008年 大塚製薬fide-mini(ファイブミニ)纖維飲料
  - 『新野菜篇』（2007年4月  ）※與上野樹里合演
  - 『新商品篇』（2007年6月  ）※與上野樹里合演
  - 『菜園篇』（2008年4月 ）※與上野樹里合演
- 2012年 東京瓦斯『瓦斯爐』「家族のはなし 長男の結婚」篇 ※與永山絢斗、一井沙織共演

### 品牌代言人
- 2015年 資生堂「Snow Beauty」微電影 ※廣告曲提供《Snow Men》 ※與二階堂富美共演
- 2016年 U-CAN通信講座 ※廣告曲提供《時よ》[32]
- 2016年 ASAHI「ノンアルコールビールテイスト(無酒精啤酒飲料)」※代言暨旁白演出 ※廣告曲提供《SUN》[33]
- 2016年7月 企業公益團體AC Japan「相對於1964年」2020東京奧運相關廣告※代言暨電視電台廣告旁白演出 ※廣告曲提供《Hello Song》※以剪輯方式與偶像植木等共演
- 2016年 里約2016帕運轉播廣告(リオ2016パラリンピック専門チャンネル)※代言暨旁白演出 ※廣告曲提供「Continues」
- 2016年10月至2017年7月 好侍食品「薑黃之力(ウコンの力)」 ※代言暨演出 
  - 『上班族版』(2016年10月 ) ※廣告曲提供「Drinking Dance」。[34]
  - 『デカボトル 十倍罐版』(2017年7月 )  ※廣告曲提供「Drinking Dance」。
- 2017年5月至2021年3月 日清食品どん兵衛豆皮烏龍麵 ※代言暨演出 ※與 吉岡里帆合演
- 2017年7-12月 SAPPORO黑牌生啤酒大人電梯(大人エレベーターシリーズ)系列廣告 ※妻夫木聰主演 擔任對談嘉賓[35]
- 2017年7月 好侍食品「薑黃之力(ウコンの力)レバープラス プラチナ」 ※代言暨演出
- 2017年7月 花王「Biore U(ビオレuボディウォッシュ)」沐浴乳 ※代言暨演出 ※廣告曲提供「肌」[36]。
- 2018年4月 SAPPORO無酒精啤酒「麥之放鬆(麦のくつろぎ)」廣告 ※代言暨演出 [37]
- 2018年9月至2021年6月 NTT docomo 廣告 ※飾演 製作人星あゆむ　與 長谷川博己、新田真剣佑、浜辺美波共演
  - 『先生からみんなへ』篇 ※廣告曲提供「ここにいないあなたへ」。
- 2020年9月 任天堂「超級瑪利歐兄弟35週年」 ※CM演出 ※廣告曲提供「創造」 ※廣告導演山岸聖太，此為首次在台灣電視上公開播出的代言廣告。
- 2021年10月28日 UCC上島咖啡品牌大使 ※CM演出 ※廣告曲提供「Beyond thhe Sequece」
- 2023年5月24日 淡麗グリーンラベル ※CM演出 ※與多部未華子共演 ※廣告曲提供「不思議」
- 2025年3月31日 ASAHI ワンダ(咖啡品牌)品牌大使 ※CM演出 
  - 『新ワンダ クリアブラック』篇 ※廣告曲提供「Star」。
  - 『新ワンダ ロイヤルラテ』篇 ※廣告曲提供「Star」。

### 品牌聯名
- 2019年10月 星野源 × Ryu Okubo × TOKYO CULTUART by BEAMS 聯名商品  [38]
- 2021年11月 UNIQLO UT與聯名商品  [39]

## NHK紅白歌合戰出場紀錄
| 年度/放送回   | 登場次數        | 曲目                         | 次序         | 對戰歌手   |
| ------------- | --------------- | ---------------------------- | ------------ | ---------- |
| 2015年/第66回 | 初登場          | SUN                          | 07/26        | AAA        |
| 2016年/第67回 | 2               | 恋                           | 18/23        | 大竹忍     |
| 2017年/第68回 | 3               | Family Song                  | 20/23        | 松隆子     |
| 2018年/第69回 | 4               | IDEA                         | 40/45        | 松任谷由實 |
| 2018年/第69回 | 1(以源太太身分) | SUN                          | （特别企划） |            |
| 2019年/第70回 | 5               | Same Thing                   | 16/21        | Perfume    |
| 2019年/第70回 | 2(以源太太身分) | 哆啦A夢                      | （特别企划） |            |
| 2020年/第71回 | 6               | 在我的世界裡跳舞（除夕夜版） | 17/20        | 石川小百合 |
| 2021年/第72回 | 7               | 不思議                       | 34/43        | 愛繆       |
| 2022年/第73回 | 8               | 喜剧                         | 40/44        |            |
| 2023年/第74回 | 9               | 生命体                       | 33/44        | Superfly   |

## 文學作品

### 書籍
- 《然後生活繼續下去(そして生活はつづく)》（2009年9月17日 文藝春秋 ISBN 9784838720217 | 2013年1月4日 文春文庫 ISBN 9784167838386）
- 《工作的男人(働く男)》（2013年1月17日 文藝春秋 ISBN 9784838725199 | 2015年9月2日、文春文庫 ISBN 9784167904524 ）
- 《甦醒的變態(蘇える変態)》（2014年5月9日 文藝春秋 ISBN 9784838726615 | 2019年9月3日、文春文庫 ISBN 9784167913557 ）
- 《雜談集(星野源 雑談集1)》（2014年12月18日 文藝春秋 ISBN 9784838727247 ）
- 《地平線的相談(地平線の相談)》with細野晴臣（2015年3月28日、文藝春秋）
- 《從生命的車窗眺望()》（2017年3月30日、KADOKAWA角川書店出版 ISBN 9784040690667，繁體中文版於同年7月6日由台灣角川出版，ISBN 9789864737673 中文譯者邱香凝。）
- 《AERAMOOK「星野源音樂對談連載完全專集」(星野源　音楽の話をしよう)》（2018年6月28日。）
- 《AERAMOOK「星野源雙人對談連載完全專集」(星野源　ふたりきりで話そう)》（2019年7月31日。）

### 連載
- シアターガイド「わたしの今月」
- QuickJapan「植物人間でも踊れる音楽」「今日の埼玉」
- 少年文芸「くるくるぱー子」
- 未来創作vol.1 短篇小說「急須」，收錄於《働く男》
- 2006年3月-2007年5月 bounce.com「星野源の唄いだす小説」 （页面存档备份，存于）共15篇
- 2007年 03月 H（エイチ）「うめぼしのフィクション大魔王」 （页面存档备份，存于）（写真：梅佳代、ロッキング・オン）
- TSUTAYAフリーペーパー“VA”「星野源のそしてサケロックはつづく」
- 文芸PR誌「ウフ．」（2009年に休刊）連載「そして生活はつづく」
- 雜誌POPEYE小說連載『ひざの上の映画館（膝上的電影院）』2010年1月起，部分集結收錄於《働く男》
- 雜誌POPEYE對談連載「星野源の12人の恐ろしい日本人」2013年1月(第789期)起，部分集結收錄於《星野源雜談集》
- 雜誌『TV Bros.』「細野晴臣と星野源の地平線の相談」（細野晴臣との対談連載）2007年起至今
- 雜誌GINZA隨筆連載「銀座鉄道の夜」2011年5月號至2013年6月號(第192期)，部分集結收錄於《甦醒的變態》
- 雑誌達文西(ダ・ヴィンチ)讀者來函對談連載「星野源のだまって俺について来い」2012年11月號(10/6販售)至2013年2月號，2013年5月號至2013年8月號(7/6販售)。
- 雑誌達文西(ダ・ヴィンチ)隨筆連載「從生命的車窗眺望(いのちの車窓から)」2014年12月號起至2017年12月號止，部分集結收錄於《いのちの車窓から》2019年9月號起重新啟動，改為季連載(每三個月一次)，字數從原本的2000字一篇增加為4000字。
- 周刊雑誌AERA 對談連載『音楽の話をしよう』2016年4月11日第17期至2017年3月第16期止
- 周刊雑誌AERA 對談連載『ふたりきりで話そう』2017年4月10日第17期起2018年3月第16期止

## 演唱會

### 個人線上LIVE活動
| 時間          | 主題                                                  | 概要介紹                                                                                                | 收錄於                                                 |
| ------------- | ----------------------------------------------------- | --- | ------------------------------------------------------ |
| 2020年7月12日 | Gen Hoshino’s 10th Anniversary Concert “Gratitude”    | - zaiko平台預錄直播 在個人出道後首次舉辦的演唱會地點“渋谷 CLUB QUATTRO”舉辦十周年紀念個人付費線上演唱會 | 收錄於第11張個人實體單曲『不思議／創造』初回限定感謝盤 |
| 2021年3月6日  | YELLOW PASS Live Streaming“宴会”                      | - LIVESHIP平台現場直播 在專用攝影棚所舉辦的會員限定付費線上演唱會                                       | 收錄於第11張個人實體單曲『不思議／創造』初回限定宴會盤 |
| 2021年9月4日  | 星野源のオールナイトニッポン リスナー大感謝パーティー | - PIA平台現場直播 為紀念星野源在日本放送的冠名節目六週年舉辦的付費公開活動                              | 2022年6月8日發行                                       |
| 2022年3月8日  | YELLOW PASS Live Streaming“宴会”鳳凰篇                | - LIVESHIP平台現場直播 在長野縣某溫泉飯店圖書館所舉辦的會員限定付費線上演唱會                           | 收錄於第12張個人實體單曲『光の跡／生命体』初回限定盤   |

### 音樂節參與紀錄
2024年
- 2024年5月4日 -  VIVA LA ROCK 2024
- 2024年8月7日 - ROCK IN JAPAN FESTIVAL
- 2024年8月19日 -  SUMMER SONIC TOKYO (MARINE STAGE) &“so sad so happy 真夜中” MIDNIGHT SONIC 節目企劃主持及DJ演出。

## 獲獎經歷
| 年度   | 類別         | 大獎                                      | 獎項                                                                        | 作品                                                                                      | 結果 |
| ------ | ------------ | ----------------------------------------- | --------------------------------------------------------------------------- | ----------------------------------------------------------------------------------------- | ---- |
| 2011年 | 音樂         | 第3回CD店大獎                             | 入賞                                                                        | 《ばかのうた》                                                                            | 獲獎 |
| 2012年 | 音樂         | 第4回CD店大獎                             | 準大賞                                                                      | 《エピソード》                                                                            | 獲獎 |
| 2013年 | 戲劇         | 第68回每日電影獎                          | スポニチグランプリ新人賞                                                    | 《箱入り息子の恋》                                                                        | 獲獎 |
| 2013年 | 戲劇         | 第23回日本電影影評人大獎                  | 新人賞・南俊子賞                                                            | 《箱入り息子の恋》                                                                        | 獲獎 |
| 2014年 | 音樂         | 第6回CD店大獎                             | 入賞                                                                        | 《Stranger》                                                                              | 獲獎 |
| 2014年 | 音樂         | 第4回日本唱片封面大獎                     | 大賞                                                                        | 《ギャグ》                                                                                | 提名 |
| 2014年 | 戲劇         | 第37回日本電影學院獎                      | 新人俳優賞                                                                  | 《箱入り息子の恋》、《地獄でなぜ悪い》                                                    | 獲獎 |
| 2014年 | 戲劇         | 第35回橫濱電影節                          | 最優秀新人賞                                                                | 《箱入り息子の恋》、《地獄でなぜ悪い》                                                    | 獲獎 |
| 2014年 | 戲劇         | 第5回TAMA映画賞                           | 最優秀新進男優賞                                                            | 《箱入り息子の恋》、《地獄でなぜ悪い》、《聖☆おにいさん》                                 | 獲獎 |
| 2015年 | 音樂         | 第7回CD店大獎                             | ライブ映像賞                                                                | 《STRANGER IN BUDOKAN》                                                                   | 獲獎 |
| 2016年 | 音樂         | SPACE SHOWER MUSIC AWARDS                 | BEST MALE ARTIST                                                            | -                                                                                         | 獲獎 |
| 2016年 | 音樂         | 第8回CD店大獎                             | 大賞                                                                        | 《YELLOW DANCER》                                                                         | 獲獎 |
| 2016年 | 音樂         | 第6回日本唱片封面大獎                     | 大賞                                                                        | 《YELLOW DANCER》                                                                         | 獲獎 |
| 2016年 | 音樂         | 第58回日本唱片大獎                        | 優秀專輯獎                                                                  | 《YELLOW DANCER》                                                                         | 獲獎 |
| 2016年 | 戲劇         | 第20回日刊體育日劇大賞季選                | 助演男優賞                                                                  | 《逃避雖可恥但有用》                                                                      | 獲獎 |
| 2016年 | 戲劇         | 第6回CONFiDENCE日劇大獎                   | 助演男優賞                                                                  | 《逃避雖可恥但有用》                                                                      | 獲獎 |
| 2016年 | 戲劇         | 第91回日劇學院賞                          | 助演男優賞                                                                  | 《逃避雖可恥但有用》                                                                      | 獲獎 |
| 2016年 | 戲劇         | 第91回日劇學院賞                          | 主題曲賞 (得獎感言 （页面存档备份，存于）)                                  | 《戀》                                                                                    | 獲獎 |
| 2017年 | 音樂         | SPACE SHOWER MUSIC AWARDS                 | VIDEO OF THE YEAR                                                           | 《戀》                                                                                    | 獲獎 |
| 2017年 | 戲劇         | 第41回日本電影電視製作人協會獎Elan d'or獎 | 新人賞                                                                      | 《產科醫鴻鳥》《真田丸》《逃避雖可恥但有用》                                              | 獲獎 |
| 2017年 | 綜合表現     | 伊丹十三獎                                | 個人獎 (得獎感言 （页面存档备份，存于）)                                    | 表彰2015-2016一整年的表現                                                                 | 獲獎 |
| 2017年 | 廣播主持     | 第54回銀河賞                              | DJ個人獎 (得獎感言)                                                         | 『星野源的all night nippon』                                                              | 獲獎 |
| 2017年 | 著作         | 第5回Booklog大賞 (ブクログ大賞)           | 散文・非小說部門大賞 (得獎感言)                                             | 『從生命的車窗眺望』                                                                      | 獲獎 |
| 2017年 | 音樂         | 第10回東京戲劇賞                          | 主題曲賞                                                                    | 《戀》                                                                                    | 獲獎 |
| 2017年 | 戲劇         | 第12屆首爾國際電視節                      | BEST ACTOR                                                                  | 《逃避雖可恥但有用》                                                                      | 提名 |
| 2017年 | 戲劇         | TVstation日劇大賞2017                     | 助演男優賞                                                                  | 《產科醫鴻鳥》（第二季）                                                                  | 提名 |
| 2017年 | 音樂         | 第16屆MTV Video Music Awards Japan        | 年度最佳音樂錄影帶獎、Best Male Video -Japan 、Best Choreography            | 《Family Song》(前兩項)、《戀》(第三項)                                                   | 獲獎 |
| 2018年 | 音樂         | SPACE SHOWER MUSIC AWARDS                 | PEOPLE'S CHOICE / BEST ART DIRECTION VIDEO                                  | 《FAMILY SONG》                                                                           | 獲獎 |
| 2018年 | 節目本身獲獎 | 第55回銀河賞                              | 電視節目、廣播節目獎勵賞                                                    | 『與源太太一起』 (電視節目-NHK)、 『星野源ANN「哆哆哆哆哆啦A夢special！』 (廣播-日本放送) | 獲獎 |
| 2018年 | 音樂         | JASRAC賞                                  | 金賞 (得獎感言 （页面存档备份，存于）)                                      | 《戀》                                                                                    | 獲獎 |
| 2018年 | 音樂         | 第17屆MTV Video Music Awards Japan        | 最佳流行音樂錄影帶獎、BEST ART DIRECTION VIDEO                              | 《IDEA》                                                                                  | 獲獎 |
| 2018年 | 音樂         | 第98回日劇學院賞                          | 主題曲賞 (得獎感言 （页面存档备份，存于）)                                  | 《IDEA》                                                                                  | 獲獎 |
| 2019年 | 音樂         | WORLD MUSIC AWARDS                        | TOP 10 Global Album Chart WEEK1 NO.1                                        | 《POP VIRUS》                                                                             | 獲獎 |
| 2019年 | 音樂         | 日本金唱片大獎                            | 年度五佳專輯 / 年度五佳下載樂曲                                             | 《POP VIRUS》/《IDEA》                                                                    | 獲獎 |
| 2019年 | 音樂         | SPACE SHOWER MUSIC AWARDS                 | ARTIST OF THE YEAR / PEOPLE'S CHOICE / BEST POP ARTIST / ALUBAM OF THE YEAR | 《POP VIRUS》                                                                             | 獲獎 |
| 2019年 | 音樂         | 第11回CD店大獎                            | 大賞(赤-年度必聽專輯) (得獎感言 （页面存档备份，存于）)                     | 《POP VIRUS》                                                                             | 獲獎 |
| 2019年 | 音樂         | 第18屆MTV Video Music Awards Japan        | 最佳專輯獎                                                                  | 《POP VIRUS》                                                                             | 獲獎 |
| 2020年 | 綜合         | 2020 GQ Men of the Year JAPAN             | 最佳靈感人物                                                                | 略                                                                                        | 獲獎 |
| 2020年 | 戲劇         | 第45屆報知電影獎                          | 最佳男配角 (得獎感言 （页面存档备份，存于）)                                | 《罪之聲》                                                                                | 獲獎 |
| 2021年 | 音樂         | 第20屆MTV Video Music Awards Japan        | Best Solo Artist Video -Japan-                                              | 《不思議》                                                                                | 獲獎 |

## 外部連結
- 個人官方網站 （页面存档备份，存于）
- YELLOW PASS會員官方網站 （页面存档备份，存于）
- 星野源的X（前Twitter）
- 星野源的Facebook專頁
- 星野源的Instagram帳戶 (本人更新)
- 官方LINE（日語）
- 官方YouTube （页面存档备份，存于）（日語）
- 星野源的哔哩哔哩个人空间
- 官方tiktok （页面存档备份，存于）（日語）
- 星野源在互联网电影资料库（IMDb）上的資料（英文）
- 在AllMovie上星野源的頁面（英文）